# Calder (efternamn)
Calder är namnet på en skotsk klan och därmed ett traditionellt skotskt efternamn. Det ingår vidare i geografiska namn.

## Personer med efternamnet Calder
- Alexander Calder (1898–1976), amerikansk konstnär
- David Calder  (född 1978), kanadensisk roddare
- David Calder (skådespelare)  (född 1946), brittisk skådespelare
- Frank Calder (1877–1943), brittisk-kanadensisk ishockeyledare
- Kyle Calder (född 1979), kanadensisk ishockeyspelare
- Stephen Calder (född 1957), kanadensisk seglare
- William M. Calder (1869–1945), amerikansk politiker, republikan, senator för New York.